# Architeuthis verrilli
Architeuthis verrilli är en bläckfiskart som beskrevs av Kirk 1882. Architeuthis verrilli ingår i släktet jättebläckfiskar, och familjen jättebläckfiskar. Inga underarter finns listade i Catalogue of Life.